# Garden of the Twelve Friends
De Garden of the Twelve Friends (Mandarijn: 十二朋友园) is een attractie in het Chinese attractiepark Shanghai Disneyland die werd geopend op 16 juni 2016. Het is een combinatie van een tuin en een wandellaan met aan één zijde twaalf mozaïeken die de Chinese dierenriem in Disney-stijl representeren.

## Beschrijving
De Garden of the Twelve Friends is een kruising tussen een tuin en een wandellaan met kersenbomen die loopt van het plein in het midden van Shanghai Disneyland naar het Wandering Moon Teahouse. De laan is aan één zijde voorzien van een muur met daartegenaan een aantal fonteinen, lantaarns en twaalf mozaïeken die de Chinese dierenriem in Disney-stijl representeren. Vanaf het centrale plein naar het theehuis zijn de volgende mozaïeken te vinden:
- De rat, vertegenwoordigd door Remy uit de film Ratatouille.
- De os, vertegenwoordigd door Babe the Blue Ox uit het animatiefilmpje Paul Bunyan.
- De tijger, vertegenwoordigd door Teigetje uit de film Het Grote Verhaal van Winnie de Poeh.
- Het konijn, vertegenwoordigd door Stampertje uit de film Bambi.
- De draak, vertegenwoordigd door Mushu uit de film Mulan.
- De slang, vertegenwoordigd door Kaa uit de film Jungle Boek.
- Het paard, vertegenwoordigd door Maximus uit de film Rapunzel.
- Het schaap, vertegenwoordigd door de Jolly Holiday Lambs uit de film Mary Poppins.
- De aap, vertegenwoordigd door Abu uit de film Aladdin.
- De haan, vertegenwoordigd door Hans Haan uit de film Robin Hood.
- De hond, vertegenwoordigd door Pluto.
- Het varken, vertegenwoordigd door Hamm uit de film Toy Story.

## Trivia
- Omdat volgens een oud Chinees spreekwoord drie schapen geluk brengen (Mandarijn: 三阳开泰), zijn op het mozaïek van het schaap 3 Jolly Holiday Lambs afgebeeld.[2]